# Венісе Чань
Венісе Чань (нар. 30 травня 1989) — колишня гонконзька тенісистка.
Найвищу одиничну позицію світового рейтингу — 340 місце досягла 15 жовтня 2012, парну — 516 місце — 15 квітня 2013 року.
Здобула 6 одиничних та 2 парні титули туру ITF.

## Раннє життя
Чань народилася в Гонконзі. Чань вільно володіє кантонською, китайською, англійською та деякими японськими мовами.

## Тенісна кар'єра
У віці 12 років 318 днів Чан стала наймолодшою жінкою з часів Паулетте Морено в 1977 році, яка зіграла у фіналі Відкритого чемпіонату Гонконгу з тенісу серед жінок в одиночному розряді, коли вона дійшла до вирішального матчу на Національному чемпіонаті Гонконгу 2002 року.
Вона дебютувала в команді Гонконгу на Кубку Федерації у 2006 році, і має рекорд 16-6. Вона виграла свій шостий у кар'єрі титул на професійному турнірі з призовим фондом 10 тис. доларів у Шарм-ель-Шейху в Єгипті. За свою кар'єру вона виграла шість жіночих одиночних і два парних титули на жіночому турнірі ITF.
Вона також є наймолодшим гравцем з Гонконгу (16 років і 5 місяців), який виграв титул в жіночому одиночному розряді, і єдиним, хто зробив це у своєму дебютному виступі на професійному рівні.
Чань представляла Гонконг на Всесвітніх студентських іграх (2011), Азійських іграх (2010), Всекитайських іграх (2009 і 2013), Чемпіонаті Азії (2007) і Кубку Федерації (2006-2007 і 2012-2013).
У 2005 і 2011 роках Чань була номінована на Гонконзьку премію спортивних зірок, щорічний захід Спортивної федерації та Олімпійського комітету Гонконгу, Китай.
У юніорському віці вона досягла найвищого у своїй кар'єрі рейтингу — 24-ї ракетки світу. Вона брала участь у всіх чотирьох юніорських чемпіонатах Великого шолома — Відкритому чемпіонаті Австралії, Ролан Гаррос, Вімблдоні та Відкритому чемпіонаті США. Вона також виграла Національний чемпіонат Гонконгу з тенісу серед юніорів у вікових групах до 12, до 14, до 16 та до 18 років.

## Фінали ITF

### Одиночний розряд (6–3)
| Легенда          |
| ---------------- |
| турніри $100,000 |
| турніри $75,000  |
| турніри $50,000  |
| турніри $25,000  |
| турніри $10,000  |

| Фінали за покриттям |
| ------------------- |
| Тверде (6–3)        |
| Ґрунт (0–0)         |
| Трава (0–0)         |
| Килим (0–0)         |

| Результат | Ранг | Дата              | Турнір                      | Покриття | Суперниця        | Рахунок          |
| --------- | ---- | ----------------- | --------------------------- | -------- | ---------------- | ---------------- |
| Перемога  | 1.   | 13 листопада 2005 | ITF Маніла, Філіппіни       | Тверде   | Чаріна Аревало   | 6–1, 6–4         |
| Поразка   | 1.   | 20 листопада 2005 | ITF Маніла, Філіппіни       | Тверде   | Різа Заламеда    | 3–6, 2–6         |
| Перемога  | 2.   | 23 липня 2006     | ITF Бангкок, Таїланд        | Тверде   | Аю-Фані Дамаянті | 6–4, 6–4         |
| Поразка   | 2.   | 5 жовтня 2006     | ITF Джакарта, Індонезія     | Тверде   | Санді Гумуля     | 3–6, 0–6         |
| Поразка   | 3.   | 23 серпня 2008    | ITF Khon Kaen, Таїланд      | Тверде   | Лу Цзяцзін       | 3–6, 4–6         |
| Перемога  | 3.   | 11 вересня 2011   | ITF Йонволь, Південна Корея | Тверде   | Юе Юань          | 6–2, 6–3         |
| Перемога  | 4.   | 12 лютого 2011    | ITF Шарм-еш-Шейх, Єгипет    | Тверде   | Лінн Схонгаґе    | 7–5, 1–6, 6–1    |
| Перемога  | 5.   | 24 червня 2012    | ITF Шарм-еш-Шейх, Єгипет    | Тверде   | Катерина Яшина   | 6–7(5), 6–3, 6–4 |
| Перемога  | 6.   | 6 жовтня 2012     | ITF Бідар, Індія            | Тверде   | Міядзакі Юмі     | 6–2, 6–3         |

### Парний розряд (2–0)
| Легенда          |
| ---------------- |
| турніри $100,000 |
| турніри $75,000  |
| турніри $50,000  |
| турніри $25,000  |
| турніри $10,000  |

| Фінали за покриттям |
| ------------------- |
| Тверде (2–0)        |
| Ґрунт (0–0)         |
| Трава (0–0)         |
| Килим (0–0)         |

| Результат | Ранг | Дата           | Турнір                   | Покриття | Партнерка          | Суперниці           | Рахунок           |
| --------- | ---- | -------------- | ------------------------ | -------- | ------------------ | ------------------- | ----------------- |
| Перемога  | 1.   | 8 липня 2012   | ITF Шарм-еш-Шейх, Єгипет | Тверде   | Анна Моргіна       | Магі Азіз Мора Ешак | 6–1, 6–2          |
| Перемога  | 2.   | 27 жовтня 2012 | ITF Сеул, Південна Корея | Тверде   | Нігіна Абдураїмова | Kim Ji-young Yoo Mi | 6–4, 2–6, [12–10] |